# Portulaca rzedowskiana
Portulaca rzedowskiana är en portlakväxtart som beskrevs av Gilberto Ocampo. Portulaca rzedowskiana ingår i släktet portlaker, och familjen portlakväxter. Inga underarter finns listade i Catalogue of Life.